# Черных, Валентин Константинович
Валенти́н Константи́нович Черны́х (12 марта 1935, Псков, СССР — 6 августа 2012, Россия, Москва) — советский и российский киносценарист, писатель. Преподаватель ВГИКа, заслуженный деятель искусств РСФСР (1980). Лауреат Государственной премии СССР (1980). 
Фильм по его сценарию «Москва слезам не верит» (1979) получил премию «Оскар» за лучший фильм на иностранном языке.

## Биография
Родился 12 марта 1935 года в Пскове. Отец — Константин Григорьевич Черных, батальонный комиссар, погиб на границе в Гродненском районе в первый день Великой Отечественной войны; мать — Анна Александровна Черных, сельская учительница.
В 1942—1952 годах учился в сельских школах в Псковской области, затем — в профтехучилище судоремонтного завода в городе Риге, где получил специальность судосборщика. В 1954—1957 годах проходил срочную военную службу, служил механиком в истребительном авиационном полку в Приморском крае. После службы в армии увлёкся журналистикой, работал корреспондентом областной газеты «Магаданский комсомолец».
В 1961 году поступил на сценарный факультет Всесоюзного государственного института кинематографии (мастерская Киры Парамоновой и Валентина Ежова).
Познакомился с аспиранткой кафедры кинодраматургии Людмилой Кожиновой. В 1964 году они поженились.
В 1967 году окончил заочное отделение сценарного факультета ВГИКа (мастерская Александра Дымшица), в 1968 году — курсы режиссёров телевидения. Работал в редакции программы «Время» Центрального телевидения СССР.
Первый поставленный сценарий — «Земля без бога» (1963, ТВ). В игровом кино дебютировал сценарием фильма «Человек на своём месте» (1972, режиссёр — А. Н. Сахаров).
По его сценариям были сняты такие фильмы, как «Москва слезам не верит», «Выйти замуж за капитана», «Любить по-русски», «Любовь земная» и другие. Фильм «Москва слезам не верит» стал одним из наиболее популярных в стране. В 1980 году он был удостоен премии «Оскар». В 1979 году за сценарий кинофильма «Вкус хлеба» Черных стал лауреатом Государственной премии СССР в области кинематографии.
С 1981 года совместно с Людмилой Кожиновой руководил сценарной мастерской во ВГИКе. 
С 1981 года — секретарь Правления Союза кинематографистов СССР.
В 1987 году совместно с кинодраматургами Эдуардом Володарским и Валерием Фридом организовал на киностудии «Мосфильм» объединение «Слово».
С 1989 года председатель правления, директор киностудии «Слово» киноконцерна «Мосфильм».
Скончался 6 августа 2012 года на 78-м году жизни в Боткинской больнице в Москве.

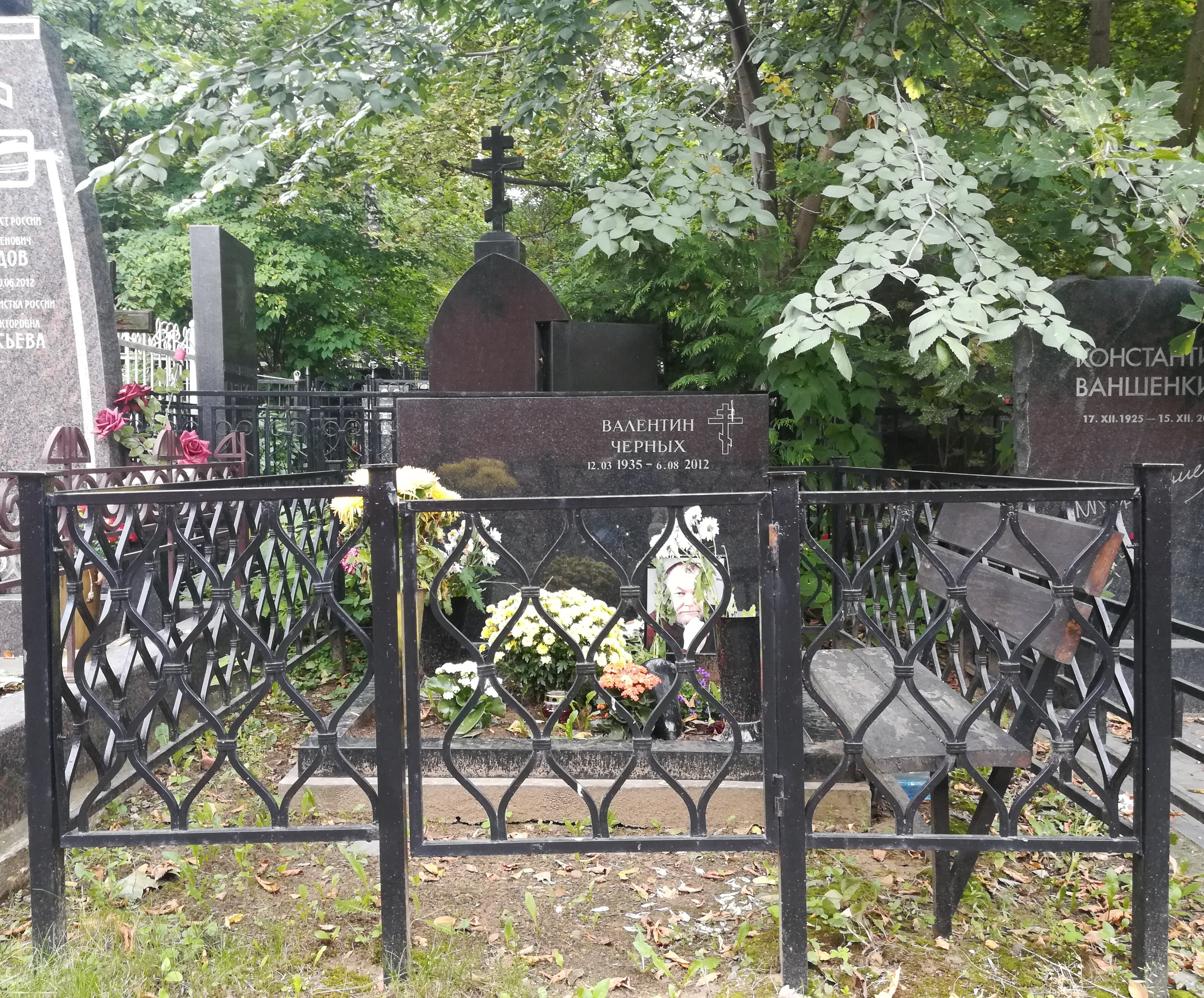
Могила В. Черных

Похоронен на Ваганьковском кладбище столицы (43 уч.).
С марта 2014 года в России вручается ежегодная сценарная премия «Слово» имени Валентина Черных, ориентированная на поддержку молодых авторов и укрепление престижа профессии. Учредитель фонда и президент премии «Слово» — Людмила Кожинова, вдова Валентина Черных, киновед, профессор кафедры кинодраматургии ВГИК, заместитель председателя Правления Гильдии кинодраматургов Союза кинематографистов России.

## Фильмография

### Сценарист
- 1972 — Человек на своём месте
- 1973 — С весельем и отвагой
- 1974 — Любовь земная
- 1976 — Здесь проходит граница
- 1976 — Собственное мнение
- 1977 — Возвращение сына
- 1977 — Дело Боброва
- 1978 — День приезда — день отъезда
- 1979 — Москва слезам не верит
- 1979 — Лаборатория (киноальманах «Молодость», выпуск 3-й)
- 1979 — Вкус хлеба
- 1981 — Полёт с космонавтом
- 1982 — Культпоход в театр
- 1982 — Красиво жить не запретишь
- 1982 — Человек, который закрыл город
- 1983 — Водитель автобуса
- 1983 — Дублёр начинает действовать
- 1983 — Полоса везения (киноальманах «Молодость», выпуск 5-й)
- 1984 — Консультант по эпохе (киноальманах «Клиника»)
- 1985 — Выйти замуж за капитана
- 1985 — Последняя инспекция
- 1987 — Команда «33»
- 1987 — Хотите — любите, хотите — нет…
- 1988 — Верными останемся[болг.] / Vernymi ostanemsya (СССР, Болгария, Польша, Чехословакия, Венгрия, ГДР)
- 1988 — Проводим эксперимент
- 1989 — Любовь с привилегиями
- 1989 — Право на прошлое / Právo na minulost (СССР, Чехословакия)
- 1990 — Смерть в кино
- 1990 — Я объявляю вам войну
- 1992 — Воспитание жестокости у женщин и собак
- 1993 — Эта женщина в окне
- 1995 — Любить по-русски
- 1995 — Сын за отца
- 1996 — Любить по-русски 2
- 1998 — Тесты для настоящих мужчин
- 1999 — Женская собственность
- 1999 — Женщин обижать не рекомендуется
- 1999 — Любить по-русски 3: Губернатор
- 1999 — Рейнджер из атомной зоны (Россия, Белоруссия)
- 2002 — Брак по расчёту
- 2003 — Рецепт колдуньи (рассказ)
- 2004 — Дети Арбата
- 2004 — Свои (приз «Ника» за лучший сценарий, приз «Золотой орёл» за лучший сценарий)
- 2004 — Золотая голова на плахе
- 2005 — Аэропорт
- 2005 — Тамбовская волчица
- 2005 — Брежнев
- 2006 — Московская история
- 2007 — Ночные сёстры
- 2009 — Пират и пиратка (повесть)
- 2010 — Москва не сразу строилась...
- 2011 — 4 дня в мае

### Актёр
- 1988 — Балкон
- 1989 — Утоли мои печали — водитель, любовник Любы

### Продюсер
- 1991 — Небеса обетованные
- 1992 — Прогулка по эшафоту
- 2002 — Кино про кино

### Директор фильма
- 1991 — Небеса обетованные

## Государственные награды
- 1980 — Государственная премия СССР — за сценарий к многосерийному художественному фильму «Вкус хлеба» (1979).
- 1980 — почётное звание «Заслуженный деятель искусств РСФСР».
- 1985 — Орден Трудового Красного Знамени — за заслуги в развитии советского киноискусства и в связи с пятидесятилетием со дня рождения[11]
- 2010 — Орден Дружбы — за заслуги в развитии отечественной культуры и искусства, многолетнюю плодотворную деятельность[12]